# Oliarus insignior
Oliarus insignior är en insektsart som beskrevs av Fowler 1904. Oliarus insignior ingår i släktet Oliarus och familjen kilstritar. Inga underarter finns listade i Catalogue of Life.